# Synagogue néologue de Brașov

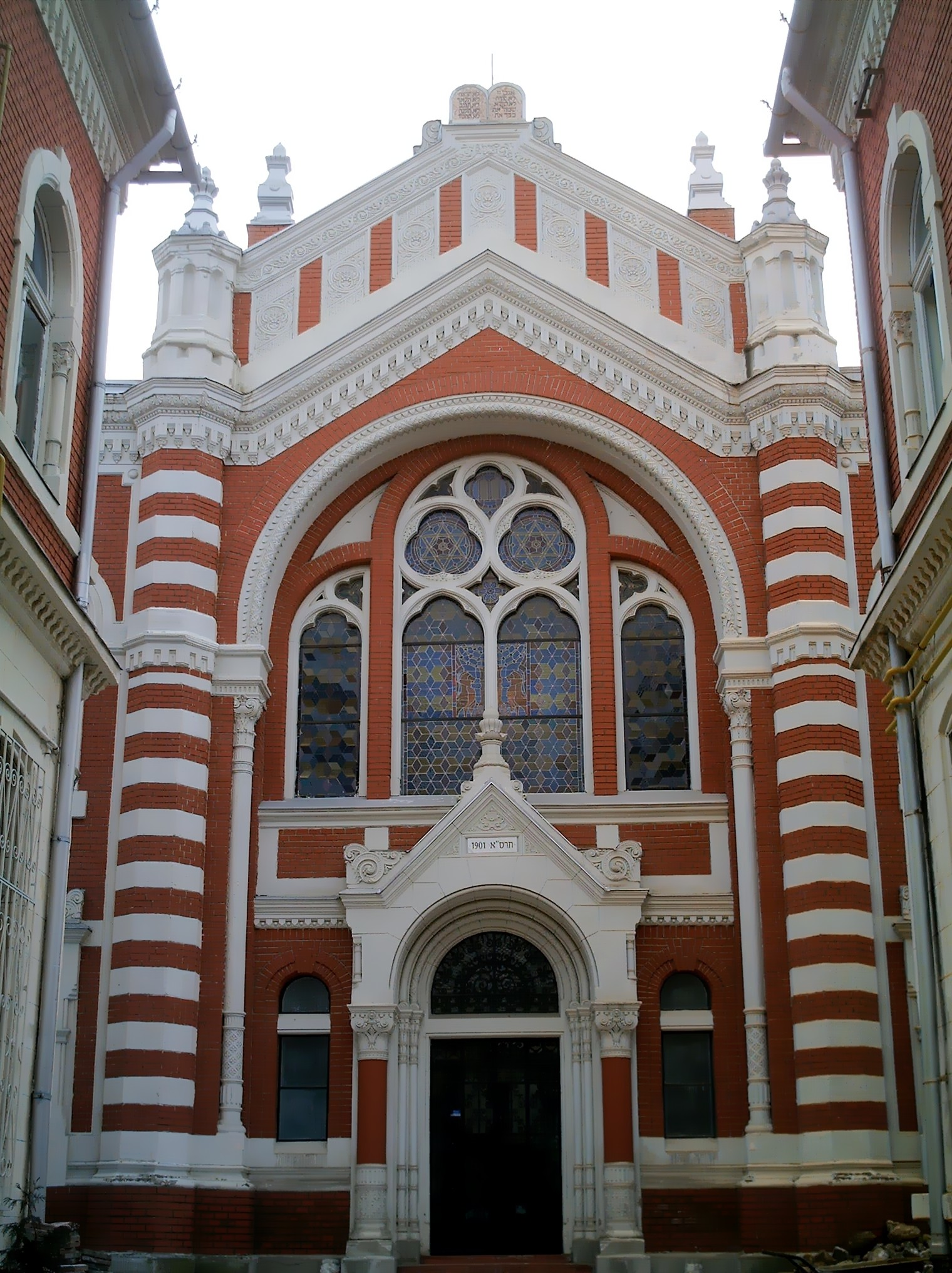
Synagogue Néologue à Brașov

La synagogue Néologue de Brașov (ancienne Kronstadt en allemand), ville roumaine de Transylvanie, a été construite de 1898 à 1901. La synagogue de la Strada Poarta Schei est un monument culturel protégé depuis 2004.
La synagogue a été construite selon les plans de l'architecte Lipót Baumhorn.

## Littérature
- Rudolf Klein : Zsinagógák Magyarországon 1782–1918 : fejlődéstörténet, tipológia és építészeti jelentőség / Synagogues en Hongrie 1782–1918. Généalogie, typologie et signification architecturale . TERC, Budapest 2011  (ISBN 978-963-9968-01-1), p. 251-258.

## liens web
- Christel Wollmann-Fiedler : La synagogue de Kronstadt (consulté le 21 décembre 2015)
- Film sur YouTube (consulté le 21 décembre 2015)

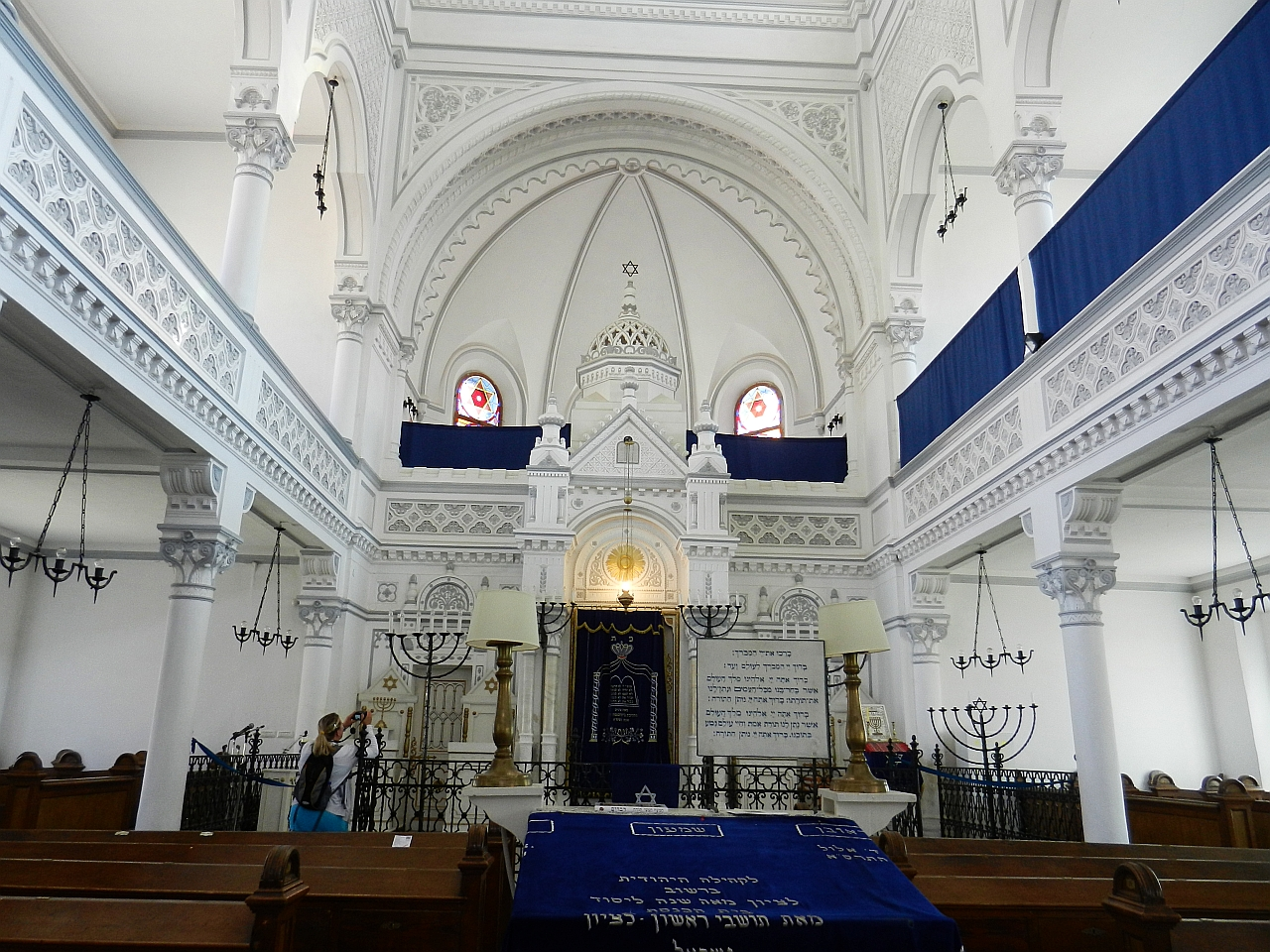
Intérieur